# محمد ربيع (لاعب كرة قدم سعودي)
محمد ربيع (مواليد 10 مايو 1982) هو لاعب كرة قدم سعودي . لعب سابقاً مع نادي الحزم وأبها والعروبة والشعلة.

## وصلات خارجية
- محمد ربيع على موقع Soccerway.com (الإنجليزية)